# Kraj
Kraj je územní jednotka menší než stát (případně země) a obvykle větší než okres. Slovem kraj se překládají i názvy územních jednotek některých dalších států. 
- kraje v Česku: samosprávný celek a územní jednotka menší než stát a větší než správní obvod obce s rozšířenou působností
- kraje na Slovensku: 8 krajů od roku 1996, územní jednotka menší než stát a větší než okres; vychází z čs. krajů z roku 1948; viz Administrativní dělení Slovenska
- československé kraje: územní jednotka menší než stát a větší než okres; krátce existovaly kraje po r. 1920, pak zavedeny po roce 1948, reorganizovány roku 1960
- kraje v Albánii: 12 krajů, označovány qark nebo prefektura, menší než stát a větší než okres (rrethe)
- kraje v Estonsku (maakond)
- kraje v Litvě (Lietuvos apskritys)
- V Německé demokratické republice se větší jednotky označovaly Bezirk (což je v Rakousku označení okresů), menší Kreis (dnes se většinou překládá jako okres), způsob překladu do češtiny nebyl jednotný.
- kraje v Norsku
- Kraje v Rusku
- kraje v Řecku
- kraje ve Švédsku